# 森田俊佐久

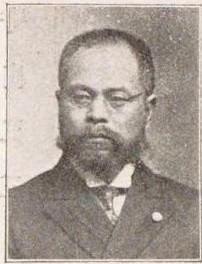
森田俊佐久

森田 俊左久（もりた しゅんさく、1864年6月2日（元治元年4月28日） - 1943年（昭和18年）1月31日）は、日本の政治家、衆議院議員（2期）。

## 経歴
広島県出身。私立中学洗心館及び慶應義塾で学ぶ。根野村(のち八千代町→安芸高田市)会議員、同村長、地方森林会議員、高田郡会議員、同議長、広島県会議員、同常置委員、同議長、広島市会議員となる。また、牧畜業を営み、広島殖産銀行頭取、吉田貯蓄銀行監査役、中国牧畜、広島印刷(資)社長を務めた。
1908年の第10回衆議院議員総選挙において広島県郡部から無所属で立候補して当選した。1912年の第11回衆議院議員総選挙では中央倶楽部公認で立候補して再選した。衆議院議員を2期務め、1915年の第12回衆議院議員総選挙には出馬しなかった。1943年に死去した。